# Омега (југословенска музичка група)
Омега је била југословенска рокенрол група из Зрењанина. Били су један од првих бендова у Војводини, а углавном су свирали обраде светских састава тог доба. Деловали су од 1964. до 1975. године.

## Историја
Омегу су лета 1964. покренули гимназијалци Бојан Грујин (1946, ритам гитара) и Родољуб Попов Рођа (1948, соло гитара). Почетком школске године придружили су им се Љубомир Вуколић Буба (1947, бас) и Живан Гарчев Жива (1946, бубњеви). Неговали су вишегласно певање, што је током каријере постао њихов заштитни знак.
Први наступ одржали су у сали зрењанинског биоскопа Кристал 2. октобра 1964. године на Дан ослобођења града. У почетку се репертоар састојао од популарних инструментала Шедоуза и актуелних хитова Beatlesa, а касније Серчерса, Холиса, Енималса, Мамас енд Папас... Када им се почетком 1965. придружио Владимир Николић ’’Циган’’ (1945, клавијатуре, екс Метеори) комплетирана је прва постава групе.
Годину дана по оснивању победили су на такмичењу локалних бит састава. У анкети читалаца новосадске музичке ревије Ритам „Тражимо најпопуларнији ВИС Југославије”, заузели су 15. место. Наступили су на полуфиналу Прве београдске гитаријаде одржаном 9. јануара 1966. Исте године су победили на Првој зрењанинској гитаријади а по писању локалних новина „подигли су цело гледалиште на ноге”. У то време су наступили у популарној емисији ТВ Београд Концерт за луди млади свет и извели хит Мони Мони

Године 1970. оснива се друга постава коју чине већ добро познати музичари Драги Јабланов (1950) соло гитара и бубњар Велимир Миша Козарев (1951) (екс.чланови) популарне зрењанинске групе „Млади”  Бојан Грујин (ритам гитара), Родољуб Попов (бас) и Владимир Николић ел.клавир (екс.прва постава) Омеге од тада постају стални, професионални састав Дома омладине у Зрењанину („ Културни центар Зрењанин)” искључивом заслугом управника ове институције Боривоја Халасева. Katalog izložbe "Od Tihuane do Tetka Ane.
У овој по општем мишљењу најбољој персоналној постави Омеге наступају од 1970 до 1974 године, редовно свирају на игранкама у Дому омладине у Зрењанину суботом и недељом, имају концерте и у другим местима у Војводини и Србији. Стичу огромну популарност код младих. Најзначијнији наступи су 1971.године са енглеском групом Status Quo као предгрупа у зрењанининској Хали спортова пред око 5,000 посетилаца а касније и „Сигмом” из Мађарске затим са југословенским групама :’Црни Бисери’’ ’’Корни група’’ ’’Про Арте’’ Сарајево, ’’Самоникли’’и ’’Елипсе’’ из Београда.-
Поуздано се зна да су Омеге у периоду 1970—1974 имали преко 500 јавних наступа и да је продато преко 500.000 улазница.[Narodni muzej Zrenjanin, 2010] Поред тога били су пратећи оркестар пазнатог југословенског вокалног солистe Томе Здравковића .Омеге су лично финaнсирале набавку комплетне музичке опреме из Енглеске појачала Вокс, Маршал, Саунд Сити, Хајман бубњеви, која је остала у власништву Дома омладине у Зрењанину. Због уносне зараде Дом омладине у Зрењанину 70-тих био је место окупљања и других најпознатијих југословенских састава тога времена као што су: ’’Црни бисери’’ Београд, ’’ЈУ Група’’, ’’Корни група’’, ’’Про Арте’’, ’’Група Тајм’’, Златко Манојловић-’’Дах’’, ’’Делфини’’-Сплит и Мат Колинс, ’’Роботи ’’

## Тамбурашки оркестар
1971 године Омеге су након добротворног концерта добиле на поклон од фолклораца из Тараша (насеље-Зрењанин) комплет тамбурашких инструмената и почели са извођењем тамбурашких нумера по узору на познате војвођанске тамбурашеОркестар Јанике Балаша
Тај оркестар су представљали : Драги Јабланов (прим тамбурица), Родољуб Попов(бас прим),Козарев Велимир(тамб.чело),Бојан Грујин(ритам-контра) и Владимир Николић (бас-бегеш) Основано се претпоставља да су били прва етно музичка група тога времена.
Наставили су негујући паралелно извођење и као рок састав и као тамбурашки камерни оркестар до краја своје музичке каријере 1974.године.
На Фестивалу омладине и студената Србије у Књажевцу августа 1971.године у конкуренцији етно музике освојили су прво место са композицијом Верка калуђерка која је постала хит Радио Београда 202 тада најслушаније радио станице у Србији и Југославији. У режији (Радио Телевизије Београд) истом приликом снимљен је телевизијски спот извођења композиције Верка калуђерка'.
Током концерта 1971.године са енглеском групом Status Quo у зрењанинској хали спортова извођење на тамбурама нумера Верка калуђерка и Шкрипи ђерам врло је заинтригирало енглеске колеге.

## Престанак деловања
1971.године Владимир Николић (ел.клавир) одлази на одслужење војног рока а 1973.године и Бојан Грујин (ритам гитара и вокал) тако да Омеге настављају рад у саставу: Драги Јабланов (соло гитара-вокал), Родољуб Попов (бас гитара-вокал), Веселин Вујичић (друга гитара) Козарев Велимир (бубњеви-вокал) а по повратку са одслужења војног рока и Владимир Николић ел.клавир и вокал.
„Оmege” тога времена нису имале сопствене композиције.Једини сачувани снимак је интепретација A Man Loves A Woman из репертоара Перси Слејџа новембра 1968. снимљеног у Студију М Радио Новог Сада.
Ова постава састава Омега је измењена октобра 1974.године због одласка Родољуба Попова и Веселина Вујичића.
Последњу поставу Омега поред Драгог Јабланова (соло гитара) и Велимира Козарева (бубњеви) представљали су новоангажовани чланови: Ненад Чурганов (бас), Јустин Томи и Хот Илија (вокали) Бранислав Лалић и Војислав Ђумић (клавијатуре). Ова постава Омега као учесник гитаријаде у Кисачу 1975 године снима прву сопствену композицију  на групноj лонгплеј плочи у продукцији „ПГП РТС” Београд.Gitarijada Vojvodine Kisač '75
Јула 1975.године на опроштајном концерту у Кино-башти у Зрењанину  престаје да постоји и ова персонална постава под именом Омега.